# Clayton County, Iowa

Vägskylt.

Clayton County är ett administrativt område i delstaten Iowa, USA, med 18 129 invånare. Den administrativa huvudorten (county seat) är Elkader.
Del av Effigy Mounds nationalmonument ligger i countyt.

## Geografi
Enligt United States Census Bureau så har countyt en total area på 2 054 km². 2 018 km² av den arean är land och 36 km² är vatten.

### Angränsande countyn
- Allamakee County - nord
- Crawford County, Wisconsin - nordost
- Grant County, Wisconsin - öst
- Dubuque County - sydost
- Delaware County - syd
- Buchanan County - sydväst
- Fayette County - väst
- Winneshiek County - nordväst

### Orter
- Edgewood (delvis i Delaware County)
- Elkader (huvudort)
- McGregor
- Volga